# سیمیون بودیونی
سیمیون میخایلویچ بودیونی (به روسی: Семён Миха́йлович Будённый) (۲۵ آوریل ۱۸۸۳ – ۲۶ اکتبر ۱۹۷۳) نظامی و سیاست‌مدار اهل اتحاد جماهیر شوروی بود.
او یکی از فرماندهان نظامی نیروهای بلشویک در طول جنگ داخلی روسیه و جنگ شوروی و لهستان بود. بودیونی یکی از متحدان اصلی ژوزف استالین بود. او یکی از پنج نظامی اولیه است که موفق به کسب عنوان مارشال اتحاد جماهیر شوروی شده است.

## زندگی‌نامه
بودیونی در یک خانواده فقیر دهقانی در منطقه کازاک‌های دن در جنوب روسیه به دنیا آمد. او در سال ۱۹۰۳ به خدمت در نیروی زمینی امپراتوری روسیه فراخوانده شد و خدمات شایانی را در طول جنگ جهانی اول ارائه کرد.
پس از انقلاب اکتبر و شروع جنگ داخلی روسیه، وی به یکی از مؤسسین ارتش سرخ تبدیل شد و با عملکرد درخشانش در طول جنگ نقش مهمی در پیروزی بلشویک‌ها در این جنگ داشت. بودیونی به‌خاطر شجاعت فراوانش در طول جنگ داخلی بسیار مشهور شد به‌طوری که آهنگ‌های فراوانی در وصف شجاعت او سروده شد. مهارت بالای نظامی وی باعث شد تا او به یکی از اولین افرادی تبدیل شود که موفق به کسب عنوان مارشال اتحاد جماهیر شوروی (بالاترین درجه نظامی شوروی) شود.
تصفیه بزرگ جان اکثر فرماندهان نظامی رده بالای شوروی را گرفت، اما بودیونی به‌خاطر نزدیکی به استالین و وجود افکار ارتجاعی مشابه میان این دو از تصفیه جان سالم به در برد. وی در زمان شروع تهاجم آلمان به شوروی فرماندهی جبهه اوکراین را برعهده داشت، اما پس از شکست سنگین در جریان نبرد کیف که یکی از سنگین‌ترین شکست‌های نظامی ارتش سرخ در طول جنگ جهانی دوم محسوب می‌شود، از فرماندهی نظامی خلع شد. به اعتقاد کارشناسان نظامی شکست‌های نظامی شوروی در اوایل شروع تهاجم آلمان به شوروی درواقع تقصیر خود استالین بود، اما وی سعی می‌کرد با مقصر نشان دادن فرماندهان نظامی چون بودیونی و ووروشیلوف خود را تبرئه کند.